# غدينيا

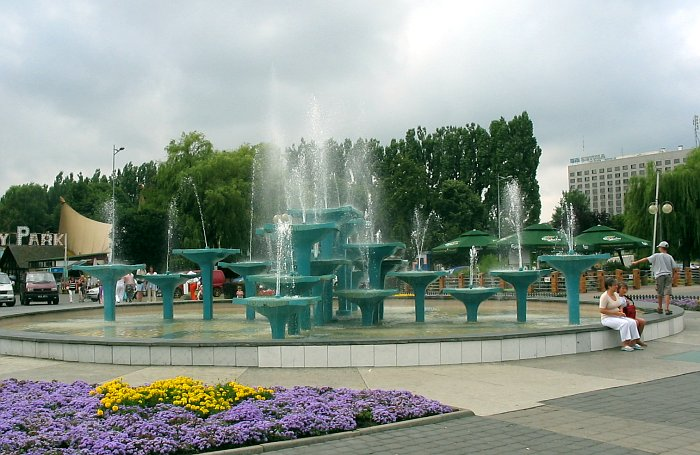
غدينيا

غدينيا (بالبولندية :Gdynia) غدا استمعت (ألمانيّة: غدينجن (حتّى 1939), غتنهفن (1939-1945); كشوبين: غديني) مدينة في ال
بومرنين فويفودشيب من بولندا ومهمّة مينة في غدسك نباح على الساحل جنوبيّة من ال بلتيك سا.

## المناخ
يظهر الجدول التالي التغييرات المناخية على مدار السنة لغدينيا:
| البيانات المناخية لـغدينيا        | البيانات المناخية لـغدينيا | البيانات المناخية لـغدينيا | البيانات المناخية لـغدينيا | البيانات المناخية لـغدينيا | البيانات المناخية لـغدينيا | البيانات المناخية لـغدينيا | البيانات المناخية لـغدينيا | البيانات المناخية لـغدينيا | البيانات المناخية لـغدينيا | البيانات المناخية لـغدينيا | البيانات المناخية لـغدينيا | البيانات المناخية لـغدينيا | البيانات المناخية لـغدينيا |
| الشهر                             | يناير                      | فبراير                     | مارس                       | أبريل                      | مايو                       | يونيو                      | يوليو                      | أغسطس                      | سبتمبر                     | أكتوبر                     | نوفمبر                     | ديسمبر                     | المعدل السنوي              |
| --------------------------------- | -------------------------- | -------------------------- | -------------------------- | -------------------------- | -------------------------- | -------------------------- | -------------------------- | -------------------------- | -------------------------- | -------------------------- | -------------------------- | -------------------------- | -------------------------- |
| الدرجة القصوى °م (°ف)             | 13.7 (56.7)                | 11.2 (52.2)                | 16.0 (60.8)                | 24.8 (76.6)                | 30.2 (86.4)                | 32.1 (89.8)                | 34.7 (94.5)                | 29.3 (84.7)                | 28.5 (83.3)                | 22.1 (71.8)                | 15.2 (59.4)                | 14.1 (57.4)                | 34.7 (94.5)                |
| متوسط درجة الحرارة الكبرى °م (°ف) | 2.0 (35.6)                 | 2.8 (37.0)                 | 6.2 (43.2)                 | 11.6 (52.9)                | 16.8 (62.2)                | 20.4 (68.7)                | 22.7 (72.9)                | 22.5 (72.5)                | 18.4 (65.1)                | 12.2 (54.0)                | 7.6 (45.7)                 | 4.3 (39.7)                 | 12.3 (54.1)                |
| المتوسط اليومي °م (°ف)            | −0.6 (30.9)                | 0.35 (32.63)               | 2.25 (36.05)               | 7.65 (45.77)               | 12.0 (53.6)                | 15.9 (60.6)                | 18.75 (65.75)              | 18.5 (65.3)                | 15.1 (59.2)                | 9.25 (48.65)               | 5.65 (42.17)               | 2.45 (36.41)               | 8.94 (48.09)               |
| متوسط درجة الحرارة الصغرى °م (°ف) | −3.2 (26.2)                | −2.1 (28.2)                | −1.7 (28.9)                | 3.7 (38.7)                 | 7.2 (45.0)                 | 11.4 (52.5)                | 14.8 (58.6)                | 14.5 (58.1)                | 11.8 (53.2)                | 6.3 (43.3)                 | 3.7 (38.7)                 | 0.6 (33.1)                 | 5.6 (42.0)                 |
| أدنى درجة حرارة °م (°ف)           | −21.2 (−6.2)               | −12.6 (9.3)                | −13.9 (7.0)                | −4.6 (23.7)                | −2.3 (27.9)                | 4.7 (40.5)                 | 9.2 (48.6)                 | 7.7 (45.9)                 | −4.6 (23.7)                | −3.8 (25.2)                | −5.2 (22.6)                | −14.5 (5.9)                | −21.2 (−6.2)               |
| الهطول مم (إنش)                   | 46.6 (1.83)                | 40.6 (1.60)                | 47.7 (1.88)                | 36.6 (1.44)                | 60.1 (2.37)                | 59.6 (2.35)                | 72.5 (2.85)                | 74.9 (2.95)                | 71.2 (2.80)                | 67.8 (2.67)                | 61.2 (2.41)                | 57.8 (2.28)                | 696.6 (27.43)              |
| متوسط الأيام الممطرة              | 15                         | 11                         | 13                         | 13                         | 16                         | 15                         | 16                         | 17                         | 14                         | 18                         | 19                         | 16                         | 183                        |
| متوسط الأيام المثلجة              | 11                         | 13                         | 10                         | 2                          | 0                          | 0                          | 0                          | 0                          | 0                          | 1                          | 6                          | 7                          | 50                         |
| متوسط الرطوبة النسبية (%)         | 82                         | 86                         | 79                         | 69                         | 63                         | 69                         | 71                         | 72                         | 82                         | 83                         | 84                         | 87                         | 77                         |
| المصدر: my weather2               |                            |                            |                            |                            |                            |                            |                            |                            |                            |                            |                            |                            |                            |

## معرض صور

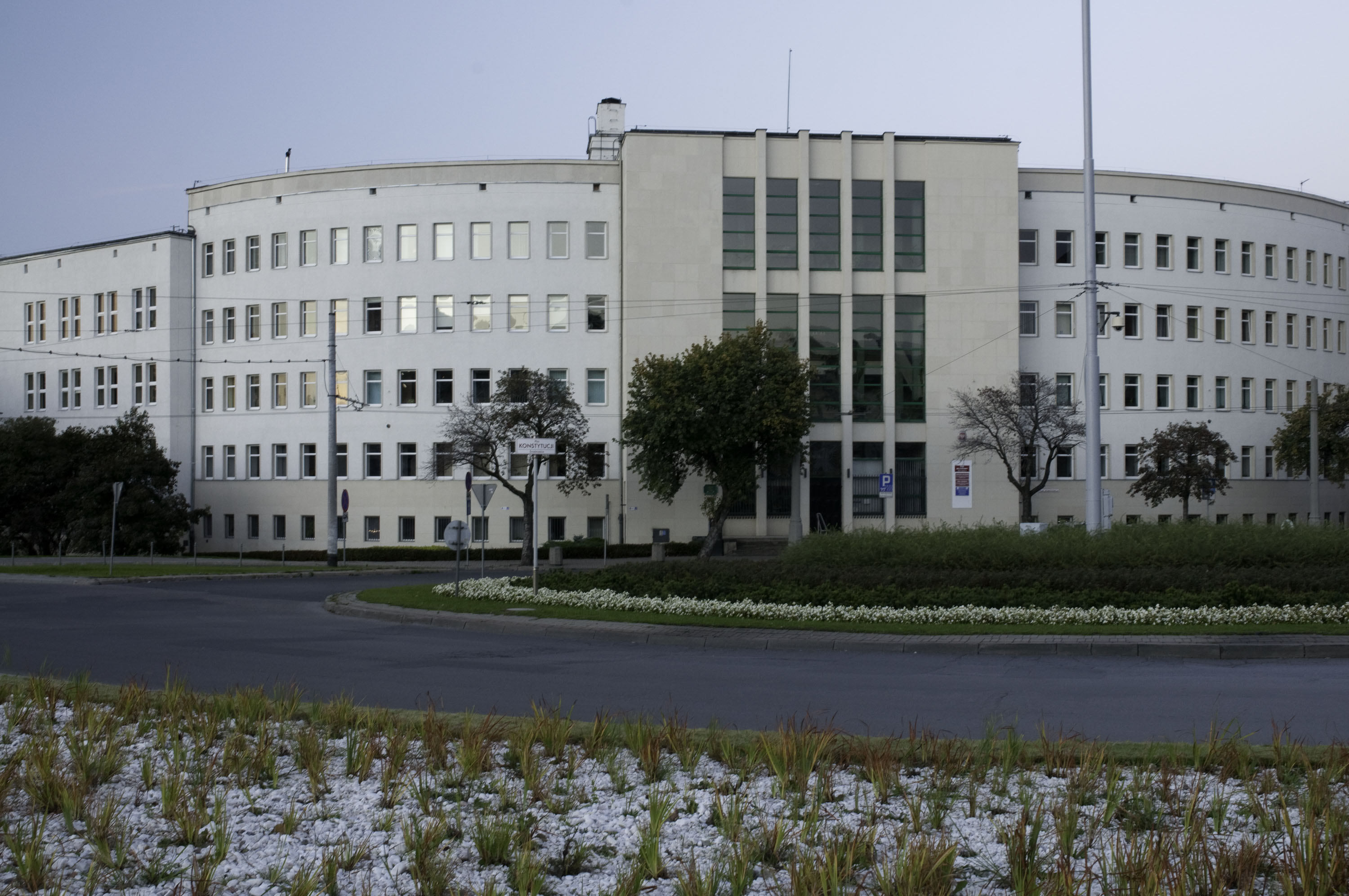
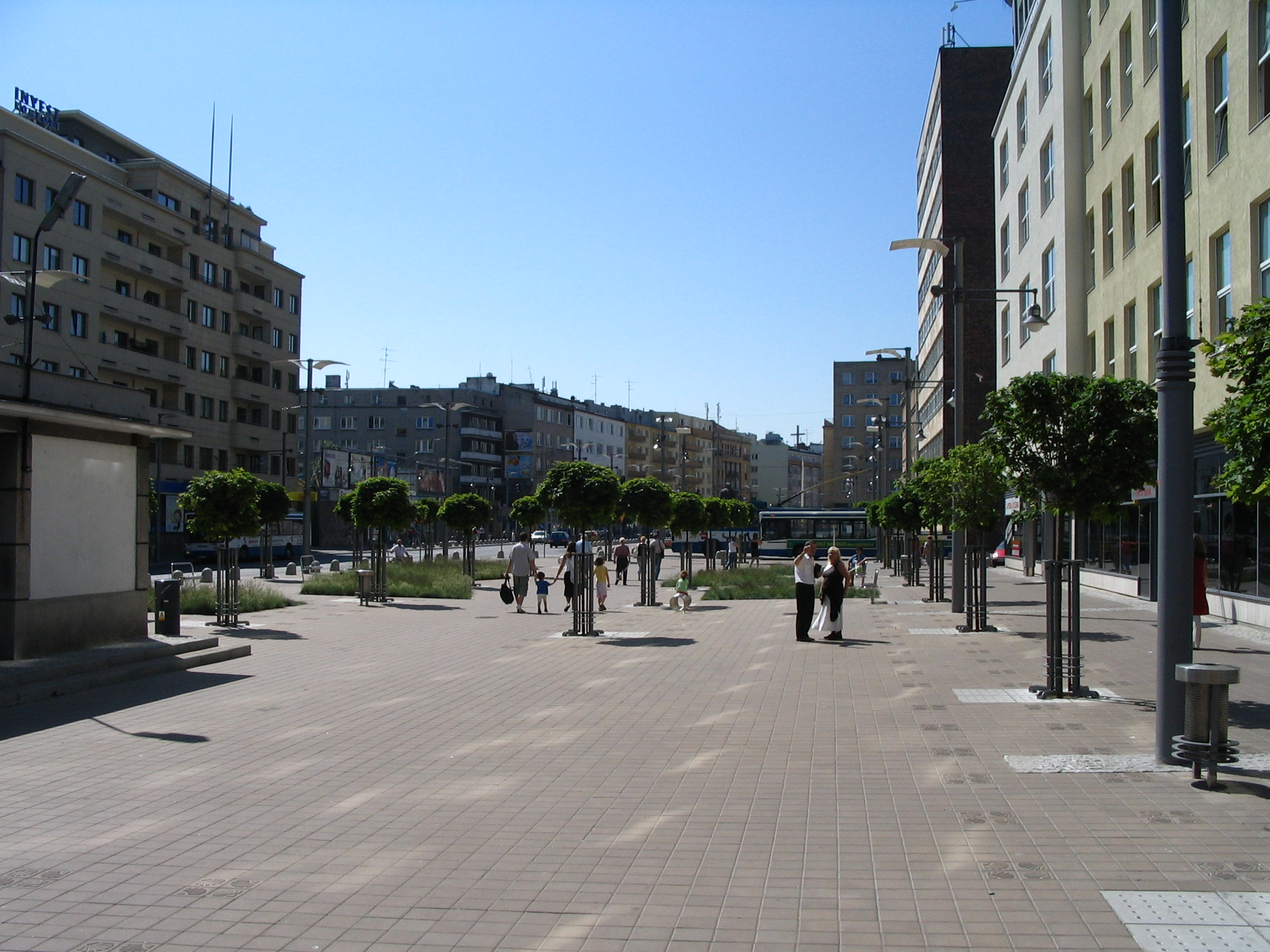
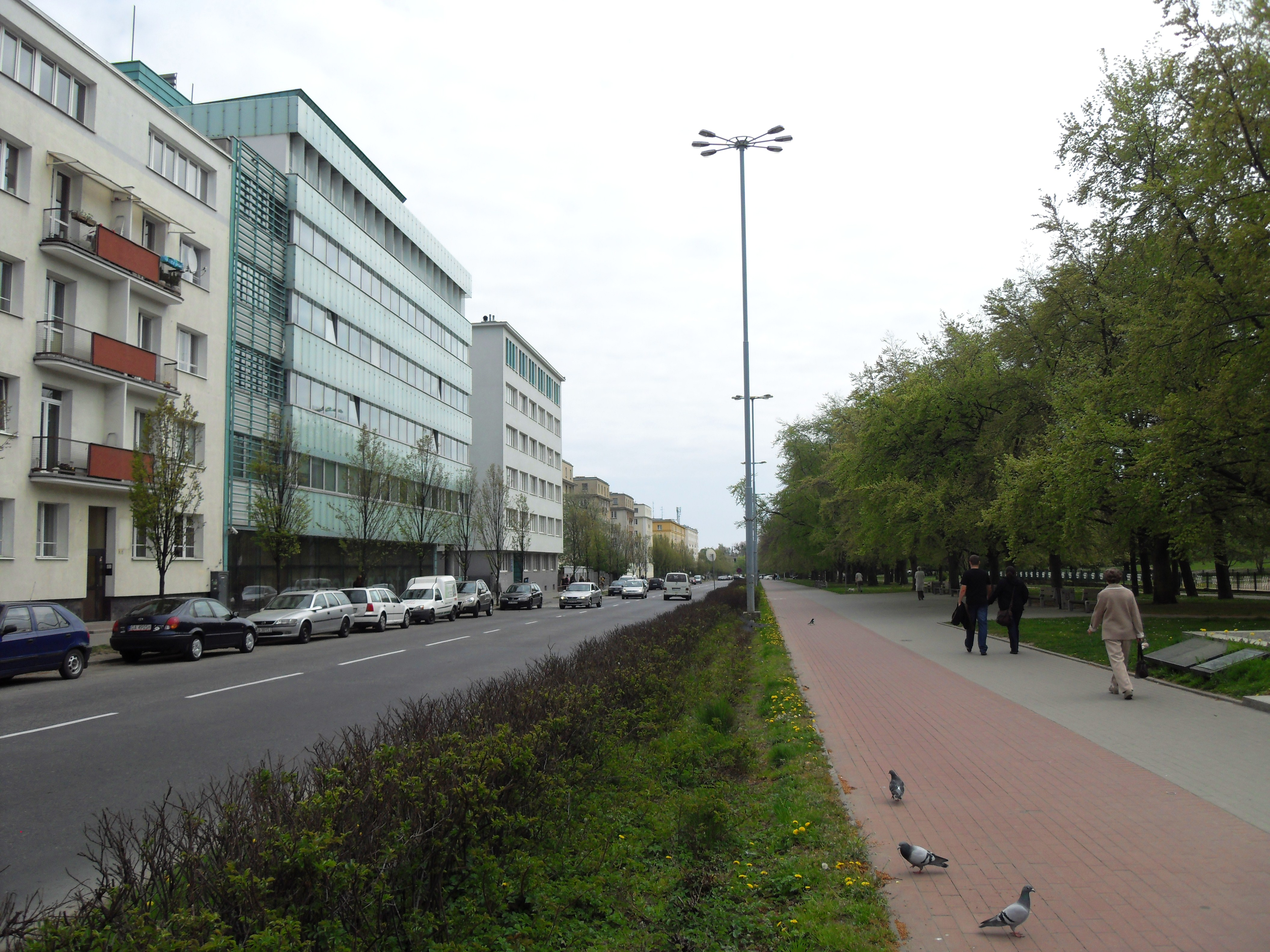
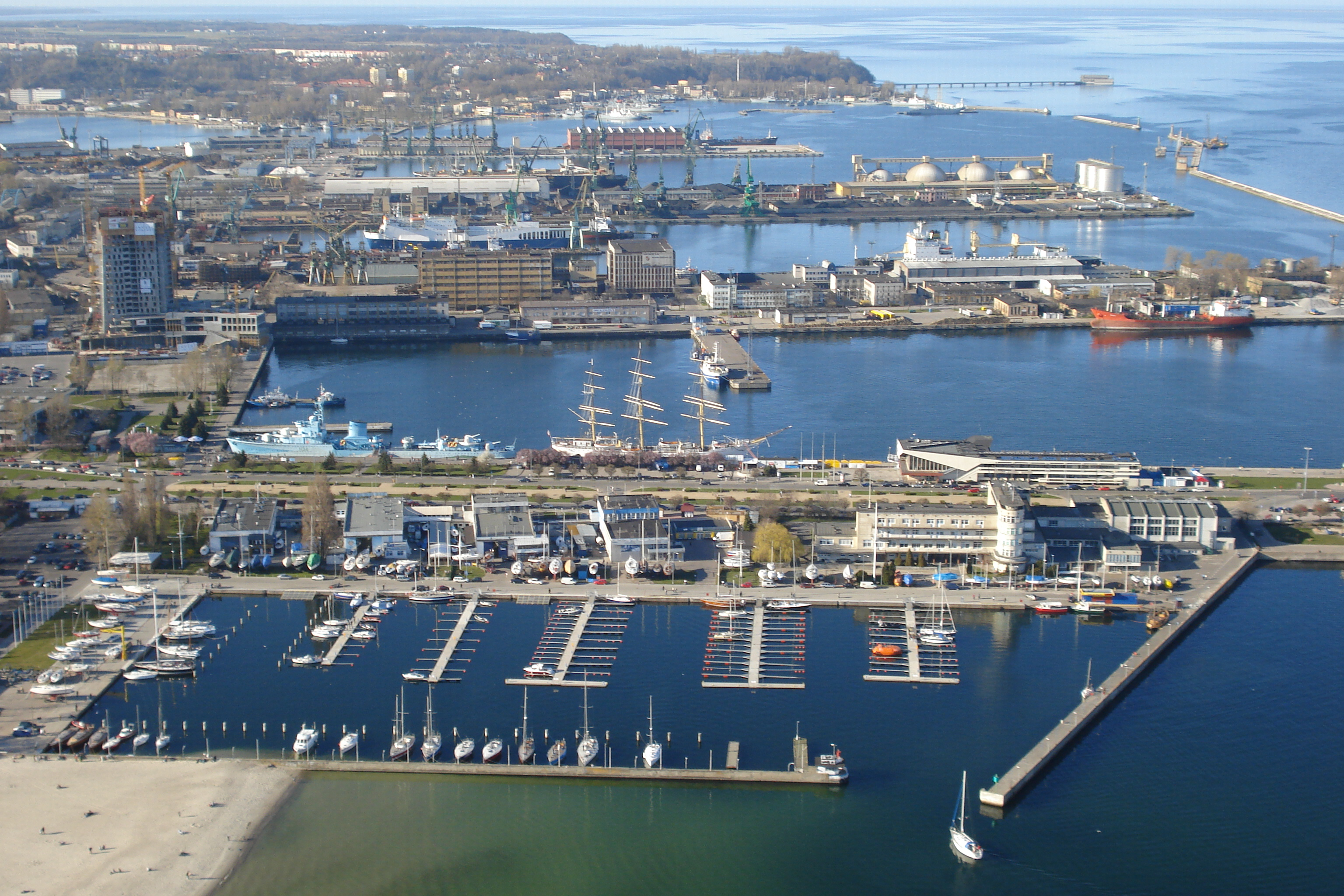
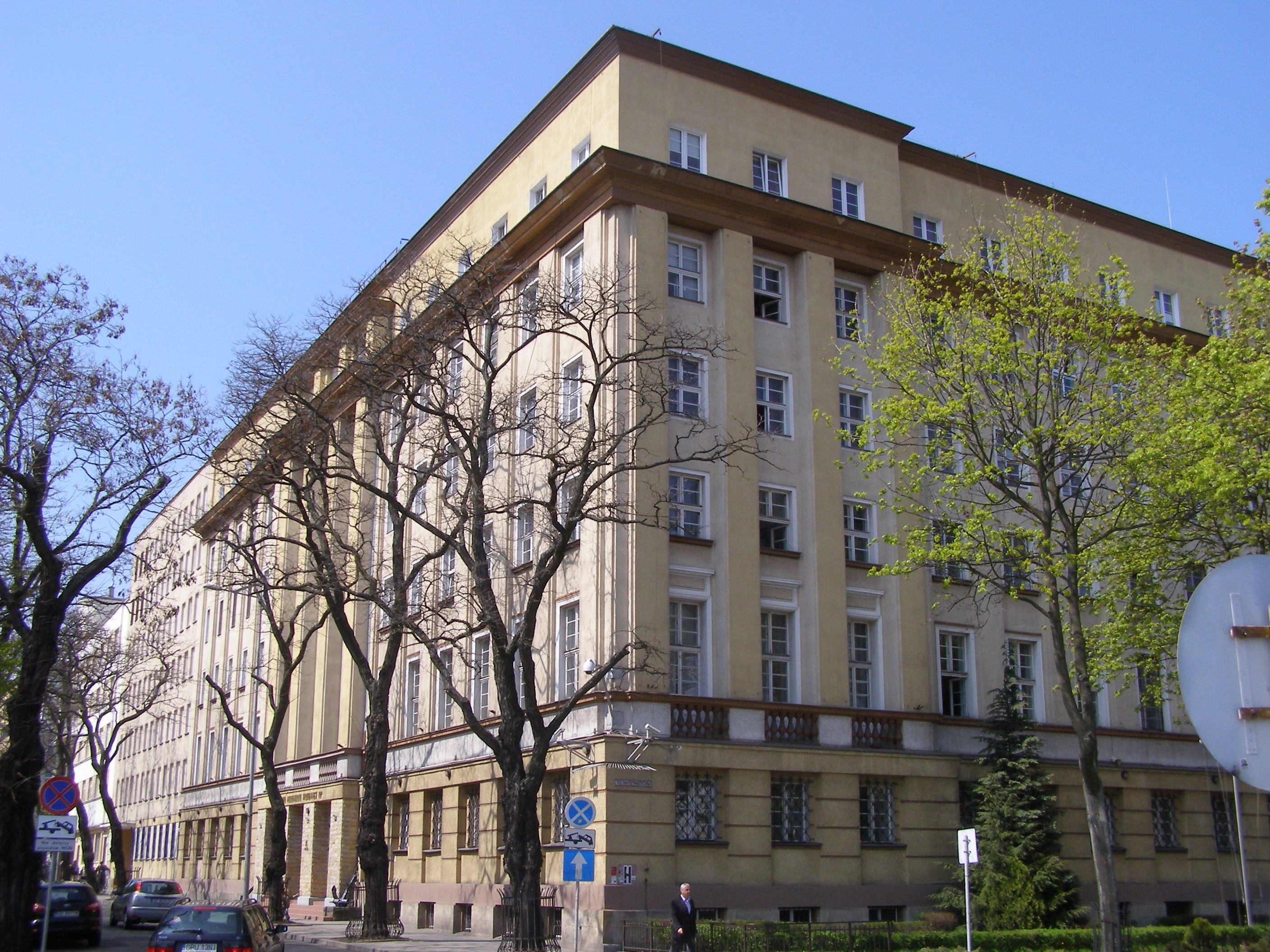

## توأمة
لغدينيا اتفاقيات توأمة مع كل من:
- كلايبيدا (12 يناير 1993 - )[44]
- آلبورغ (1966 - )[45]
- بارانافيتشي (6 فبراير 1993 - )[46]
- بروكلين
- هايكو
- كالينينغراد
- Karlskrona Municipality [الإنجليزية]‏ منذ (1990 - )[47]
- كوتكا (1961 - )[48]
- كريستيانساند
- Kunda City ‏ منذ (2001 - 2017)[49]
- ليبايا (1999 - )[50]
- بليموث (11 سبتمبر 1976 - )[51]
- سياتل (22 أبريل 1994 - )[52]
- بالتييسك
- كيل (25 يوليو 1985 - )[53]
- Człuchów [الإنجليزية]‏ (19 يونيو 2008 - )
- روستاوي (29 مارس 2010 - )
- Aalborg Municipality [الإنجليزية]‏ منذ (1966 - )

## خطوات خارجيّة
- غدينيا مدينة موقعة

## أعلام
- كلاوديا جانز إيجناسيك
- زبيغنيو كوزاك
- كييل ألبين أبراهامسون
- هنريك دامبك
- يانوش كازماريك
- يورغ بيرغر
- إريك جاكوبي
- باتريك كوشينسكي
- أنتوني إبراهام
- كازيميرز أوستروفسكي